# クリスタル・ガラス
クリスタル・ガラス （英: lead glass） は、高品位の無色透明ガラスのことである。

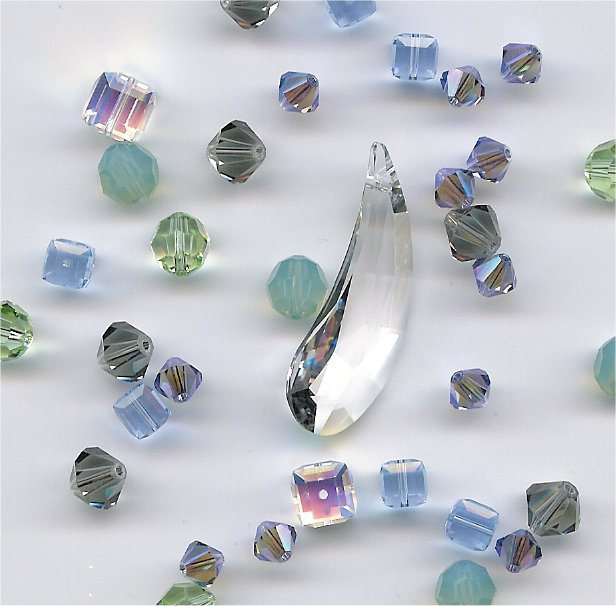
クリスタル・ガラスの例

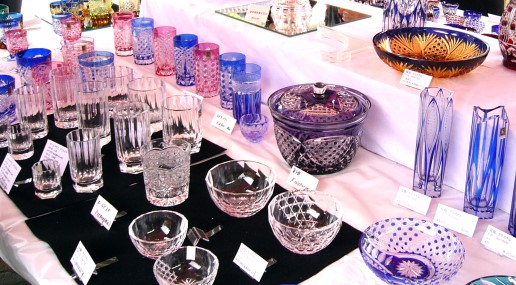
クリスタル・ガラスの例　伝統工芸品江戸切子

## 概要
一般的には、珪砂（SiO2）、カリウム、ソーダ灰というガラスの主成分に、酸化鉛（PbO）を添加して形成される鉛ガラスの一種を指す。
ガラスの製造時に酸化鉛等を添加することでガラスの溶解温度が低く抑えられ成形もソーダガラスに比べて容易になること、また透明度と屈折率が高まり水晶（クリスタル）のように輝く透明なガラスになることから、通称として「クリスタル」と呼ばれる。
一般的には鉛の含有量が上がるほど光の透明度や屈折率が高くなり、また比重が大きくなるとともに打音が澄んで余音を持つ。このため、特にワイングラスなど工芸用では酸化鉛が多いものが好まれる。
しかし、その実現には、溶解・成形・徐冷・加工などの高度な製造技術や、鉄分など不純物の除去や他の混合物の配合など全体的な化学組成の調整が重要であり、一概に鉛の含有量が高ければ良いという訳ではない。光学的に無色透明であるよりもわずかに青みを帯びた方が肉眼では「美しい透明」と感じがちなため、アルカリ金属酸化物などの着色剤を用いて調整することが多い。
欠点として手の脂や水拭きで残った水分により曇りが発生する。

### 定義
日本硝子製品工業会によるクリスタルガラスの定義は、
1. 酸化鉛を含む：酸化鉛を主要成分として含むガラス
2. 酸化鉛を含まない：酸化カリウム、酸化バリウム、酸化チタニウムなどを主要成分として含むガラス

の2種類に大別され、更に「高い透明度を有し、かつ屈折率 nDが1.520以上で光沢のある美しい輝き、および澄んだ音色で特徴付けられる」としている。
更に酸化鉛の含有率で細分化し
- フルレッドクリスタルガラス、酸化鉛を30％以上含み密度が3.00g/cm3以上
- レッドクリスタルガラス、酸化鉛を24％以上含み密度が2.90g/cm3以上
- セミレッドクリスタルガラス、酸化鉛含有量が24％未満で酸化鉛単独もしくは酸化カリウム、酸化バリウム、酸化亜鉛と併せて10％以上含む

また酸化鉛を含まず、酸化亜鉛を単独または酸化カリウム、酸化バリウム、酸化チタニウムを共に10％以上含むものを、主要成分を基にそれぞれ「カリクリスタルガラス」、「バリウムクリスタルガラス」、「チタンクリスタルガラス」などと呼ぶ。

## 鉛規制との関係
ハイテク機器におけるRoHS指令に代表される鉛の使用を忌避する動きから、製造過程・廃棄後の処理等・鉛逸散防止が重要視されている。
食器用の鉛クリスタルガラスを通常の使用条件で利用している限り、問題になる程の鉛成分溶出はないとされ、輸入時の検査基準をはじめ管理も行われている。
鉛クリスタルに代わり、チタン化合物やバリウム化合物のガラスへの添加によって屈折率や比重を既存のクリスタルガラスに近づけた「無鉛クリスタルガラス」も存在する。また、高品位の無色透明ガラスがクリスタルであると解釈して、光学ガラスをもってクリスタルと呼称し代替とする場合もある。

## 組成
- ライム・クリスタルガラス：Na2O-CaO-SiO2系。
- ボヘミア・クリスタルガラス：K2O-CaO-SiO2系。
- 半鉛クリスタルガラス：R2O（アルカリ金属酸化物、Na2OまたはK2O）-CaO-PbO-SiO2系。
- 鉛クリスタルガラス：R2O-PbO-SiO2系。酸化鉛の含有量は17～23％。
- 高鉛クリスタルガラス：K2O-PbO-SiO2系。酸化鉛の含有量は30％以上。

それぞれ、少量の酸化アルミニウム、酸化ホウ素、酸化マグネシウム、酸化カリウム、酸化ナトリウムなどを含有する場合もある。

## 用途
成型・徐冷後に、高い透明度のガラスとなるため、ガラス食器・グラス類・ガラス工芸に用いられる。
素材としては、カッティング装飾による一層の輝きを与られるカットグラス（切子）向け、またとんぼ玉等のバーナーワーク向けのグラスロッド等。製品としては、高級洋食器・グラス・トロフィー・シャンデリア・ジュエリー・ビーズ、腕時計の風防等となり販売される。
工業用途として代表的なのは、テレビのブラウン管用のガラス。
医療・研究・建築・工学的用途向けに鉛の含有量を高くし放射線の遮蔽能力を強化した放射線遮蔽ガラスがあげられる。レントゲン室など手が触れる場所では、板ガラスで挟むことで曇りを防止したタイプが使われる。

## メーカー

### 食器・工芸
- サン・ルイ - フランス。1586年、ロレーヌ地方のモゼル県に設立。サン・ルイはヨーロッパ最古にして最高峰のクリスタルブランド。現在でも全てハンドメイドにこだわってクリスタル製品を製作している。世界中の貴族や富裕層に多くのファンを持つ。1989年、エルメスグループがサンルイの歴史と技術を保護するため株式を買収、傘下に治める。
- バカラ - フランス。高級クリスタル食器ブランド。グラス、花瓶、シャンデリアなどから、ジュエリーにも進出。ロシア皇室の愛用で知られる。2018年、中国の投資会社フォーチュン・ファウンテン・キャピタル（FFC）は1億6400万ユーロ（約210億円）でバカラを買収した。
- スワロフスキー - オーストリアで創業されたクリスタルのプレミアムブランド。最高水準のクオリティ、クラフツマンシップ、創造性に溢れた幅広い事業を展開。ジュエリーやアクセサリー、照明などの製品のデザイン、製造、マーケティングを行っている。
- ラリック - フランス。香水瓶、花瓶、グラス、ジュエリーを生産。
- スチューベン・グラス - アメリカ。アメリカの至宝。オブジェを中心にして生産。コーニング傘下。
- リーデル - オーストリア。ワイングラス。
- ケネス・ターナー - イギリス。キャンドルグラス、花瓶。フラワーブランド。
- ウォーターフォード - アイルランド。アイルランドで花開いたカットグラス文化を代表する企業。ウエッジウッドと提携合併したが、解消（日本法人は、ウォーターフォード・ウェッジウッド・ジャパン社で社名変更なし）。イギリス、アメリカ合衆国等の英語文化圏では最高級クリスタル食器ブランドであり、ホワイトハウスの調度品にも採用されている。
- HOYA - 日本。傘下のHOYAクリスタルがグラス、花瓶、トロフィー、ジュエリー等を生産していた。高い透明度で知られ、京都迎賓館にも納入するなど日本を代表するメーカーであったが、2009年3月にクリスタル事業を終息した。
- カガミクリスタル - 日本。日本初のクリスタルガラス専門工場を作ったメーカー。赤坂迎賓館や在外公館に納入実績多数。
- コスタボーダ - スウェーデン。
- オレフォス - スウェーデン。
- ショット・ツヴィーゼル - ドイツ。
- モーゼル （ガラスメーカー） - チェコ。
- ドーム  - フランス。
- ロイヤルブライアリー - イギリス。
- サリル - イタリア。
- ヴァル・サン・ランベール - ベルギー
- セーブル - フランス。
- テレジャンタール - オーストリア。
- マイセン・クリスタル - ドイツ。
- ロブマイヤー - オーストリア。
- アトランティス - ポルトガル。

### 工業用
- 日本電気硝子
- 電気硝子建材